# Dean Prentice
Dean Sutherland Prentice, född 5 oktober 1932 i Schumacher i Timmins i Ontario, död 2 november 2019 i Cambridge i Ontario, var en kanadensisk professionell ishockeyspelare som tillbringade 22 säsonger i den nordamerikanska ishockeyligan National Hockey League (NHL), där han spelade för New York Rangers, Boston Bruins, Detroit Red Wings, Pittsburgh Penguins och Minnesota North Stars. Han producerade 860 poäng (391 mål och 469 assists) samt drog på sig 484 utvisningsminuter på 1 378 grundspelsmatcher. Han spelade också för Guelph Biltmores i Ontario Hockey Association (OHA).

## Statistik
| Källa: Utv = Utvisningsminuter | Källa: Utv = Utvisningsminuter | Källa: Utv = Utvisningsminuter |             | Grundserie  | Grundserie  | Grundserie  | Grundserie  | Grundserie  |             | Slutspel    | Slutspel    | Slutspel    | Slutspel    | Slutspel    |
| Säsong                         | Lag                            | Liga                           | Matcher     | Mål         | Assist      | Poäng       | Utv         | Matcher     | Mål         | Assist      | Poäng       | Utv         |             |             |
| ------------------------------ | ------------------------------ | ------------------------------ | ----------- | ----------- | ----------- | ----------- | ----------- | ----------- | ----------- | ----------- | ----------- | ----------- | ----------- | ----------- |
| 1950–1951                      | Guelph Biltmores               | OHA                            | 51          | 20          | 16          | 36          | 26          | 4           | 1           | 1           | 2           | 15          |             |             |
| 1951–1952                      | Guelph Biltmores               | OHA                            | 51          | 48          | 27          | 75          | 68          | 23          | 21          | 10          | 31          | 28          |             |             |
| 1952–1953                      | New York Rangers               | NHL                            | 55          | 6           | 3           | 9           | 20          | —           | —           | —           | —           | —           |             |             |
|                                | Guelph Biltmores               | OHA                            | 5           | 1           | 1           | 2           | 16          | —           | —           | —           | —           | —           |             |             |
| 1953–1954                      | New York Rangers               | NHL                            | 52          | 4           | 13          | 17          | 18          | —           | —           | —           | —           | —           |             |             |
| 1954–1955                      | New York Rangers               | NHL                            | 70          | 16          | 15          | 31          | 20          | —           | —           | —           | —           | —           |             |             |
| 1955–1956                      | New York Rangers               | NHL                            | 70          | 24          | 18          | 42          | 44          | 5           | 1           | 0           | 1           | 2           |             |             |
| 1956–1957                      | New York Rangers               | NHL                            | 68          | 19          | 23          | 42          | 38          | 5           | 0           | 2           | 2           | 4           |             |             |
| 1957–1958                      | New York Rangers               | NHL                            | 38          | 13          | 9           | 22          | 14          | 6           | 1           | 3           | 4           | 4           |             |             |
| 1958–1959                      | New York Rangers               | NHL                            | 70          | 17          | 33          | 50          | 11          | —           | —           | —           | —           | —           |             |             |
| 1959–1960                      | New York Rangers               | NHL                            | 70          | 32          | 34          | 66          | 43          | —           | —           | —           | —           | —           |             |             |
| 1960–1961                      | New York Rangers               | NHL                            | 56          | 20          | 25          | 45          | 17          | —           | —           | —           | —           | —           |             |             |
| 1961–1962                      | New York Rangers               | NHL                            | 68          | 22          | 38          | 60          | 20          | 3           | 0           | 2           | 2           | 0           |             |             |
| 1962–1963                      | New York Rangers               | NHL                            | 49          | 13          | 25          | 38          | 18          | —           | —           | —           | —           | —           |             |             |
|                                | Boston Bruins                  | NHL                            | 19          | 6           | 9           | 15          | 4           | —           | —           | —           | —           | —           |             |             |
| 1963–1964                      | Boston Bruins                  | NHL                            | 70          | 23          | 16          | 39          | 37          | —           | —           | —           | —           | —           |             |             |
| 1964–1965                      | Boston Bruins                  | NHL                            | 31          | 14          | 9           | 23          | 12          | —           | —           | —           | —           | —           |             |             |
| 1965–1966                      | Boston Bruins                  | NHL                            | 50          | 7           | 22          | 29          | 10          | —           | —           | —           | —           | —           |             |             |
|                                | Detroit Red Wings              | NHL                            | 19          | 6           | 9           | 15          | 8           | 12          | 5           | 5           | 10          | 4           |             |             |
| 1966–1967                      | Detroit Red Wings              | NHL                            | 68          | 23          | 22          | 45          | 18          | —           | —           | —           | —           | —           |             |             |
| 1967–1968                      | Detroit Red Wings              | NHL                            | 69          | 17          | 38          | 55          | 42          | —           | —           | —           | —           | —           |             |             |
| 1968–1969                      | Detroit Red Wings              | NHL                            | 74          | 14          | 20          | 34          | 18          | —           | —           | —           | —           | —           |             |             |
| 1969–1970                      | Pittsburgh Penguins            | NHL                            | 75          | 26          | 25          | 51          | 14          | 10          | 2           | 5           | 7           | 8           |             |             |
| 1970–1971                      | Pittsburgh Penguins            | NHL                            | 69          | 21          | 17          | 38          | 18          | —           | —           | —           | —           | —           |             |             |
| 1971–1972                      | Minnesota North Stars          | NHL                            | 71          | 20          | 27          | 47          | 14          | 7           | 3           | 0           | 3           | 0           |             |             |
| 1972–1973                      | Minnesota North Stars          | NHL                            | 73          | 26          | 16          | 42          | 22          | 6           | 1           | 0           | 1           | 16          |             |             |
| 1973–1974                      | Minnesota North Stars          | NHL                            | 24          | 2           | 3           | 5           | 4           | —           | —           | —           | —           | —           |             |             |
| 1974–1976                      | Spelade ej.                    | Spelade ej.                    | Spelade ej. | Spelade ej. | Spelade ej. | Spelade ej. | Spelade ej. | Spelade ej. | Spelade ej. | Spelade ej. | Spelade ej. | Spelade ej. | Spelade ej. | Spelade ej. |
| 1976–1977                      | Traverse City Bays             | USHL                           | 28          | 5           | 22          | 27          | 20          | —           | —           | —           | —           | —           |             |             |
| NHL totalt                     | NHL totalt                     | NHL totalt                     | 1378        | 391         | 469         | 860         | 484         | 54          | 13          | 17          | 30          | 38          |             |             |
| OHA totalt                     | OHA totalt                     | OHA totalt                     | 107         | 69          | 44          | 113         | 110         | 27          | 22          | 11          | 33          | 43          |             |             |
| USHL totalt                    | USHL totalt                    | USHL totalt                    | 28          | 5           | 22          | 27          | 20          | —           | —           | —           | —           | —           |             |             |